# IC 4975
IC 4975 је спирална галаксија у сазвјежђу Телескоп која се налази на листи објеката дубоког неба у Индекс каталогу.
Деклинација објекта је - 52° 43' 20" а ректасцензија 20h 14m 2,9s. Привидна величина (магнитуда) објекта IC 4975 износи 13,3 а фотографска магнитуда 14,3. IC 4975 је још познат и под ознакама ESO 186-17, FAIR 535, PGC 64325.